# 陳岳 (唐朝)
陳岳（?—?），吉州廬陵人（现属江西），晚唐史學家。
少時以辭賦貢於春官氏。進士屢次不第。晚年移居豫章鐘傳，復為同舍所譖；退居南郭，以三墳五典自娛。著《春秋折衷論》三十卷、《唐統紀》一百卷。已亡佚。